# Diego de Guzmán
Pour les articles homonymes, voir Guzmán.
Diego de Guzmán, né vers 1522 à Séville et mort le 8 mai 1606 à Séville est un prêtre jésuite espagnol catéchiste et recteur de collèges ayant vécu l'essentiel de sa vie de jésuite en Italie.

## Biographie
Diego de Guzmán est issue d'une puissante famille andalouse d'origine juive et récemment convertie au catholicisme. Il est déjà prêtre lorsqu'il demande à entrer dans la Compagnie de Jésus. Il est accueilli dans cette même Compagnie par Francisco de Borja en 1552 non sans protestation du provincial jésuite d'Espagne et une brouille avec l'Inquisition espagnole du fait du statut de "nouveau-converti" du candidat. 
En 1554, il est à Rome et en 1555 il est envoyé à Florence au Collège jésuite où il exerce les fonctions de confesseur, professeur et recteur. En 1562, il est nommé recteur du collège de Gênes. En 1563, il se porte volontaire pour les missions. Il est au Portugal en 1565 afin de partir pour les Indes. Il renonce finalement et retourne en Italie où Borja le nomme directeur de la maison romaine des catéchumènes, à savoir une institution voulue par le pape Pie V chargée d'accompagner entre autres les convertis juifs. A cette occasion, il publie Modo per insegnar con frutto la dotrina Christiana (Une façon d'enseigner la doctrine Chrétienne avec fruits), ouvrage où se révèlent sa grande intelligence de la foi et ses qualités de catéchiste d'adultes.  
En 1587, il rentre à Séville où il se consacre, et cela jusqu'à sa mort, malgré sa surdité grandissante, à l'enseignement du catéchisme aux enfants et adultes dans les rues et jardins publics de la ville. 